# Michel Chapuis
Pour les articles homonymes, voir Michel Chapuis (homonymie) et Chapuis.
Michel Chapuis, né à Dole le 15 janvier 1930 et mort dans la même ville le 12 novembre 2017,, est un organiste, concertiste, improvisateur et professeur de musique français.

## Biographie
En 1938, Michel Chapuis découvre l’orgue par l’audition du grand orgue Riepp de la Collégiale de Dole. À partir de 1943, il est élève d'Émile Poillot à Dijon, au piano. Son étude de l'orgue commence en 1945 avec Jeanne Marguillard,, organiste de l'église Sainte-Madeleine de Besançon.
De 1947 à 1950, à l' École César-Franck, il est élève de René Malherbe pour l'écriture et d’Édouard Souberbielle pour l'orgue. Il intègre en 1950 la classe d'orgue et d'improvisation de Marcel Dupré au Conservatoire national de musique de Paris, où il remporte un Premier prix en 1951 après une seule année.
Il a également été titulaire de nombreuses et prestigieuses tribunes : de 1949 à 1951 à Saint-Germain-des-Prés, en 1951 à Saint-Germain-l'Auxerrois, de 1954 à 1972 à Saint-Nicolas-des-Champs, de 1954 à 1963 à l’orgue de chœur de la cathédrale Notre-Dame de Paris, de 1964 à 2004 à Saint-Séverin, de 1995 à 2010 à la chapelle du château de Versailles, dont il sera organiste honoraire à partir de 2010.
Passionné et fervent défenseur de l'harmonium, Michel Chapuis est également président d'honneur de la Fédération française des amis de l'harmonium (FFAH).
En outre, en 1951 il suit un stage de facteur d’orgue chez Müller à Saint-Germain-en-Laye, pendant deux années.

### Découvreur de la littérature pour orgue
Il a durablement influencé l’interprétation de la musique française classique pour orgue tout autant que la facture d’orgue, pour la restauration en premier lieu, des instruments « classiques français », mais aussi des orgues « romantiques ».
Avec ses collègues et amis, Francis Chapelet, André Isoir, Jean-Albert Villard, Xavier Darasse, pour ne citer que les plus emblématiques, il a provoqué, dans la continuation de l’esprit de leur maître Édouard Souberbielle, dès les années cinquante, une remise en cause de l’organologie telle qu’elle était pensée et surtout appliquée à la restauration des orgues depuis les années 1930, et ce, par des recherches historiques et technologiques d’une remarquable rigueur.
Michel Chapuis connaît la facture d’orgue pour l’avoir pratiquée lui-même, ce qui a simplifié ou compliqué ses rapports avec les facteurs d’orgue, mais toujours dans le but de faire avancer la « cause de l’orgue ».

### Musicologue
Michel Chapuis, certains de ses collègues, quelques facteurs d’orgue (en particulier Philippe Hartmann, Robert Boisseau, Alfred Kern et quelques rares autres dans les années soixante) ainsi que des musicologues considérés à l'époque comme atypiques tel Jean Fellot, Pierre Hardouin, ou des amateurs éclairés tel Alain Lequeux, sont directement à l’origine du renouveau de la musique française dite «baroque», le travail ayant été effectué dans les autres pays d’Europe, le plus souvent par les «cordes» ou par les «chefs» (par exemple Nikolaus Harnoncourt). Ces préoccupations aboutiront, devant l’urgence de sauver certains instruments de tous risques de restaurations hâtives, à la création le 21 décembre 1967 de l’A.F.S.O.A. (Association française pour la sauvegarde de l'orgue ancien) qui deviendra le bras armé de cette reconquête.
Parallèlement à ces recherches en matière d’organologie, Michel Chapuis s'intéresse aux traités anciens et a lu attentivement L'interprétation de la musique française (de Lully à la Révolution) d'Eugène Borrel. Bien que paru en 1934, cet ouvrage était parfaitement ignoré de l'enseignement officiel. Aussi Chapuis a-t-il été l’un des premiers, avec ses collègues déjà cités, à s’intéresser particulièrement à ce qu'on pourrait appeler une « sémiologie » de la musique française des XVIIe et XVIIIe siècles : « ornementation, notes inégales, registrations », autant d’éléments qui, malgré les premières approches de décryptage d’Alexandre Guilmant et d’André Pirro, avaient été inexploités ou quelque peu malmenés, à la manière dont l’était aussi l’organologie par des spécialistes autoproclamés. La question des «diapasons» et des «tempéraments» n’a pas non plus échappé à sa sagacité.
On peut donc considérer sans exagération que Michel Chapuis est à l’origine de nombreuses clefs d’interprétation de la musique ancienne en France. C’est en effet, en mettant à profit cette rencontre, cette « synergie » entre la pratique de l’organologie par la facture d’orgue et la fréquentation assidue des bibliothèques, qu’il est devenu en grande partie responsable du renouveau de l’interprétation et de la redécouverte de toute une littérature musicale oubliée, participant très tôt à la genèse puis à l’accélération de cet engouement pour la musique baroque en France telle qu’on la connaît désormais.

### Interprète
La discographie de Michel Chapuis est très importante et ne se limite pas au répertoire français. Ses interprétations de Bach et de la musique allemande ne sont en aucune manière à négliger pas plus que ne le sont ses (plus rares) interprétations d'œuvres romantiques.

### Pédagogue
Ses talents de pédagogue et sa vaste culture ont fait de Michel Chapuis un professeur recherché par de jeunes musiciens et musiciennes du monde entier dans les conservatoires où il a œuvré pendant toute sa carrière, mais aussi au cours d’« académies d’orgue » dans l’Europe entière, à l'époque où elles étaient nombreuses et florissantes, ainsi qu'au Japon. Parmi ses élèves, citons : Henri-Franck Beaupérin, Yves Castagnet, Sylvain Ciaravolo, Thierry Escaich, François-Henri Houbart, Éric Lebrun, Marina Tchebourkina, Marie-Ange Leurent, Jean-René Louet, Vincent Warnier, Jean-Luc Perrot, Erwan le Prado, Marc Baumann, Akiko Kan Dieu (organiste japonaise,).
Il a été professeur d'orgue dans plusieurs conservatoires de France. Ainsi de 1956 à 1979, il l'a été au Conservatoire de Strasbourg, puis de 1979 à 1986 au Conservatoire de Besançon. À partir de 1986 et jusqu'en 1996, il a enseigné au Conservatoire national supérieur de musique de Paris, à la suite de Rolande Falcinelli.

### Dédicaces
- 1re suite pour orgue à quatre mains composée par Jean-Luc Perrot (La Sinfonie d'Orphée, 2005).
- Partita sur un choral de Michel Chapuis composée par François-Henri Houbart (éditions Delatour, 2010).

## Discographie sélective
- 1963 : Messe à 8 voix et 8 Instruments H.3 de Marc-Antoine Charpentier, Michel Chapuis, orgue, sous la direction de Trajan Popesco. LP A. Charlin.
- 1966 - 1970 : Intégrale de l'oeuvre pour orgue de Jean Sébastien Bach. 14 CD United archives.
- 1997 : Messe pour le Port-Royal H.5 de Marc-Antoine Charpentier, Michel Chapuis, orgue historique Louis-Alexandre Cliquot (Houdan 1735), Les Demoiselles de Saint-Cyr, dir. Emmanuel Mandrin. CD Auvidis Astrée report Naïve 2007.
- 1999 : Bach : Intégrale de l'Oeuvre pour orgue, Format : CD, Nombre de disques :  14, Label :  United Archives, (ASIN B005HO1WCY).
- 2002 : Messe de Monsieur Mauroy H.6 de Marc-Antoine Charpentier, Michel Chapuis, grand orgue, Le Concert Spirituel, dir. Hervé Niquet. CD Glossa.
- 2004 : Une intégrale sur 4 CD (label Plenum Vox) des deux Livres d’orgue de Jacques Boyvin a été réalisée en 2004 par Michel Chapuis sur l’orgue de Jean de Joyeuse/Jean-François Muno de la cathédrale d'Auch.
- 2006 : Organ of the Chapelle Royale of Versailles by Michel Chapuis, Format : CD, Label :  Plenum Vox, (ASIN B01KB1RZ8M).
- 2007 : Jeannette Sorrell. Bach - Toccata & Fugue And Other Masterpieces For Organ by Michel Chapuis, éd. Naive Sa, (ASIN B01K8O8A22).
- 2017 : Noël à l'orgue, Nombre de disques :  2, Label :  Auvidis Valois, (ASIN B000050RLU).
- 2017 : Dietrich Buxtehude. l'Œuvre d'orgue, Michel Chapuis, Format : CD, Label :  Valois, (ASIN B00008FYOE).

## Décorations
- Chevalier de la Légion d'honneur
- Commandeur de l'ordre national du Mérite
- Commandeur de l'ordre des Arts et des Lettres (1999)[17]

## Sources
- Claude Duchesneau, Plein jeu : Claude Duchesneau interroge Michel Chapuis, Centurion, 1979 (ISBN 978-2-2273-2020-8)
- Revue Cæcilia entrevue avec Michel Chapuis (2003).
- Sur DVD :
  - Notes personnelles, Volume 1 - M. Chapuis à l’orgue de la Chapelle Royale de Versailles et à l’orgue Clicquot de Souvigny-Allier. (2004)
  - Notes personnelles, Volume 2 - Récital d’improvisations dans le style romantique sur les orgues Cavaillé-Coll de Poligny et de Saint-Ouen de Rouen. (2006)
  - Notes personnelles, Volume 3 - Improvisations dans le style germanique - Orgue Aubertin de Saint-Louis-en-l’Île, Paris. (2007)